# Schiffgraben (Straße)
Der Schiffgraben ist eine innerstädtische Straße in Hannover. Sie verläuft im Stadtteil Mitte zwischen dem Aegidientorplatz und dem Platz Neues Haus. Der 1394 erstmals erwähnte Wasserlauf Schiffgraben gab der Straße ihren Namen.

## Beschreibung
Die Straße verläuft in südwest-nordöstlicher Richtung und kreuzt die Berliner Allee. Am Schiffgraben befinden sich einige Doppel- und Reihenvillen aus dem 19. Jahrhundert, die heute unter Denkmalschutz stehen. Ebenso finden sich Verwaltungsgebäude, wie die der VGH Versicherungen, der Landwirtschaftskammer Hannover, des Niedersächsischen Finanzministeriums, der Industrie- und Handelskammer Hannover und der Musikhochschule.

## Geschichte
Der Straßenname beruht auf dem neun Kilometer langen Wasserlauf Schiffgraben. Er diente seit dem Mittelalter als schmaler Kanal für Torf- und Holztransporte aus dem Altwarmbüchener Moor in die Stadt. Mitte des 19. Jahrhunderts wurde das Gewässer im Bereich der Innenstadt zwecks Stadterweiterung verrohrt und liegt unter der heutigen Straße Schiffgraben.

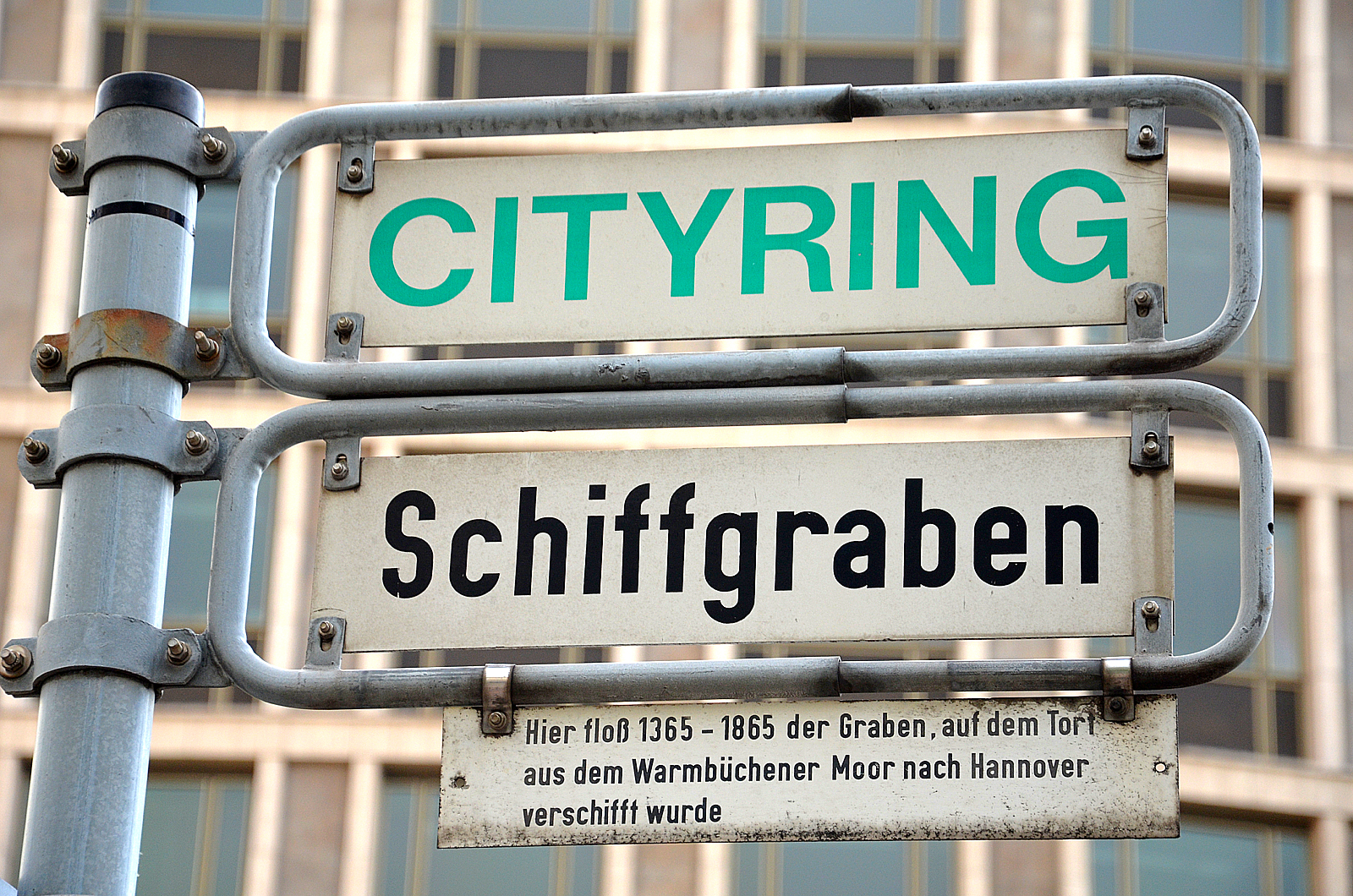
Der Schiffgraben als Teil des für die „Autogerechte Stadt“ angelegten Cityrings um die Kernzone Hannovers, mit Legendentafel zur historischen Herkunft des Straßennamens
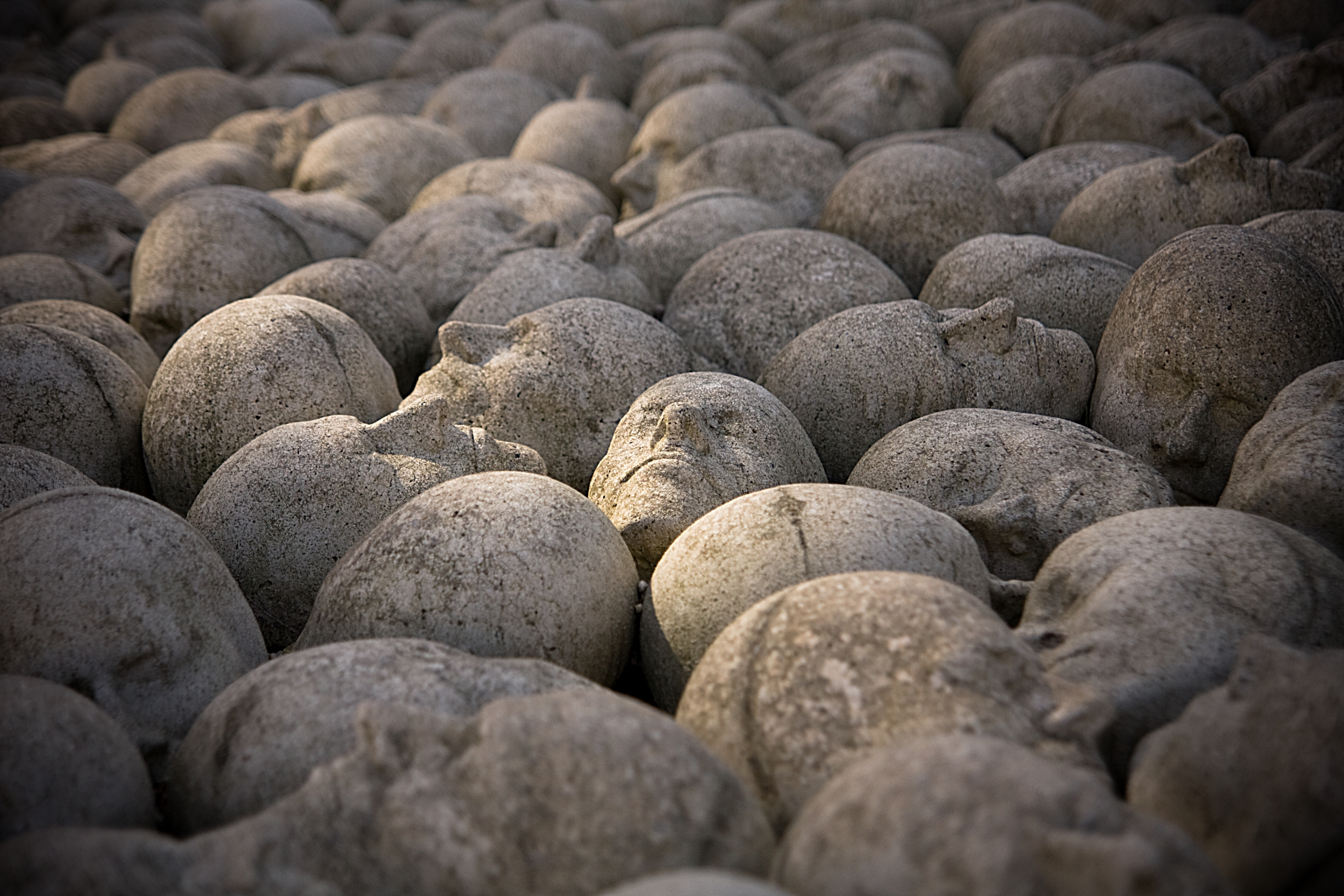
Kopf-Stein-Pflaster von Timm Ulrichs am Schiffgraben neben dem Niedersächsischen Finanzministerium